# Llaveiella taenechina
Llaveiella taenechina är en insektsart som beskrevs av Morrison 1927. Llaveiella taenechina ingår i släktet Llaveiella och familjen pärlsköldlöss. Inga underarter finns listade i Catalogue of Life.